# Monte Civrari
Il monte Civrari è una montagna delle Alpi Graie il cui punto culminante, la Punta Imperatoria, è alto 2.302 m.
Si trova tra la valle di Susa e la valle di Viù, ed interessa i comuni di Condove, Lemie e Viù.

## Etimologia
Il nome Civrari significa "monte delle capre" (dal piemontese ciavra, capra). Con tutta evidenza si tratta di un territorio particolarmente sfruttato in passato per il pascolo del bestiame.

## Storia
Tra gli abitanti del piccolo centro di Col San Giovanni era un tempo diffusa la credenza che nel laghetto collocato alle falde del Civrari fosse nascosto un grande tesoro. Il luogo era però ritenuto infestato dal diavolo e dalle masche, tanto che ogni anno il parroco di San Giovanni saliva dal paese per benedire lo specchio d'acqua.
Maria Savi Lopez nel suo "Leggende delle Alpi" racconta che gli alpigiani locali credessero il lì presente torrente Richiaglio sede della mitologica Corsa delle Fate.

## Descrizione

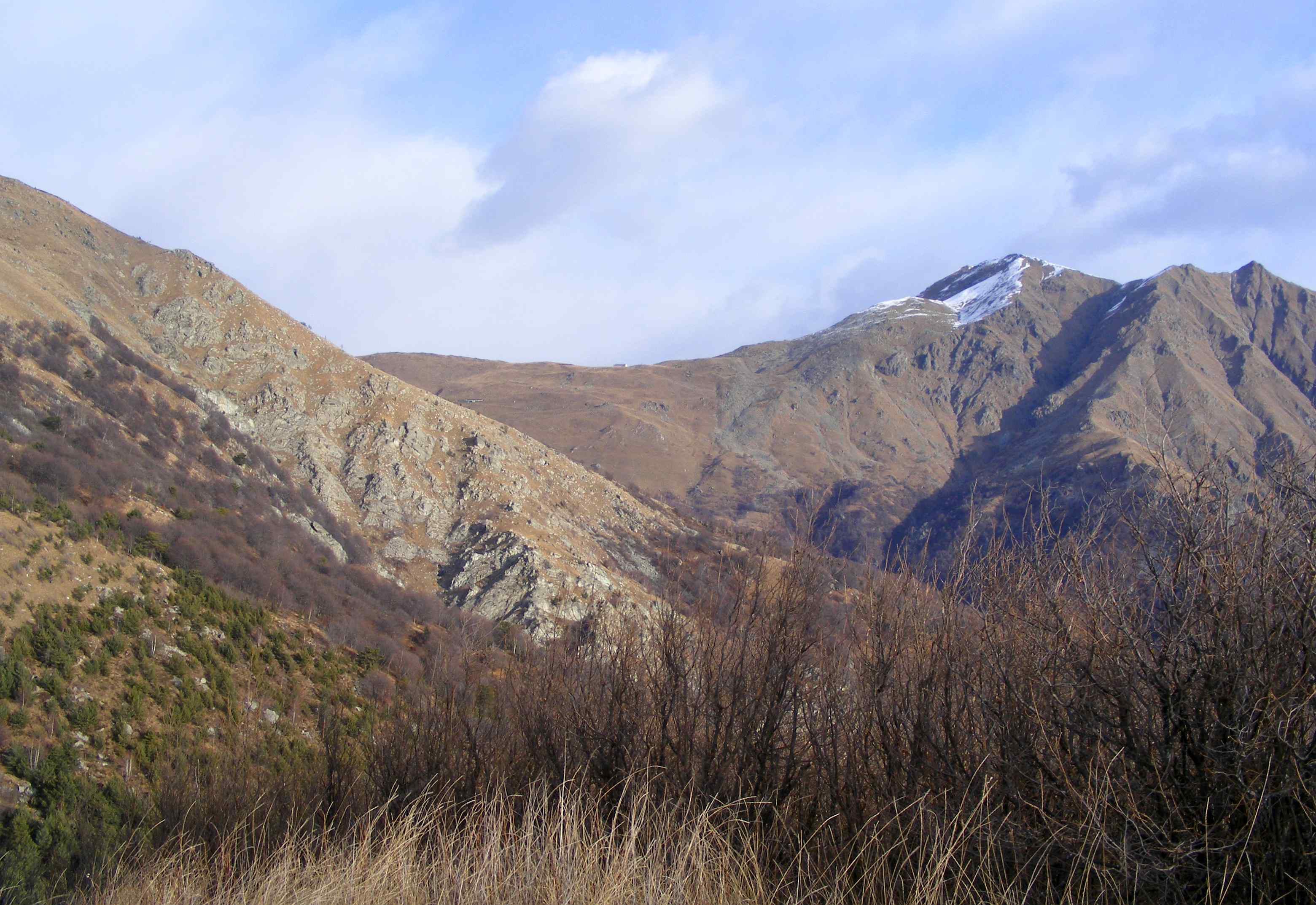
Il versante sud-ovest dal truc Castelletto (Condove)

Il Civrari non è una vetta isolata ma un gruppo di cime situate tra il colle della Frai (poco a ovest del colle del Lis), il colle del Colombardo e il colle della Bassa; 
oltre alla Punta Imperatoria comprende la Torretta del Prete (2.264 m), la punta della Croce (2.236 m), il monte Rognoso (1.952 m) e, in senso lato, anche le Punte di Costafiorita e la Punta Sourela (1.777 m).
Verso nord il massiccio si presenta con una ripida e ampia parete rocciosa che domina le borgate del comune di Lemie. 
Tra le cime del gruppo si spinge la parte alta del bacino del rio Ricchiaglio, che ha andamento ovest-est ed è bagnata dal rio del Civrari. 
All'interno di questo vallone è annidato il piccolo Laghetto del Civrari (1.987 m). 
L'area si trovava al confine tra la Comunità montana Valle Susa e Val Sangone e la Comunità montana Valli di Lanzo, in seguito trasformate in unioni di comuni.
Sul punto culminante si trova il punto geodetico trigonometrico dell'IGM denominato monte Civrari (cod. 055037).
Il gruppo montuoso, data la posizione avanzata verso la pianura e la forte differenza altimetrica rispetto alla vette antistanti, è ben visibile dalla piana torinese e si distingue facilmente dalle montagne circostanti per la caratteristica forma trapezoidale.

## Alpinismo e sci
Il gruppo del Civrari è di interesse prevalentemente escursionistico o sci-alpinistico, anche se nella zona del monte Rognoso esistono alcune vie di arrampicata. 
La punta Imperatoria è raggiungibile per sentiero da Niquidetto o dal colle del Colombardo.

## Galleria d'immagini

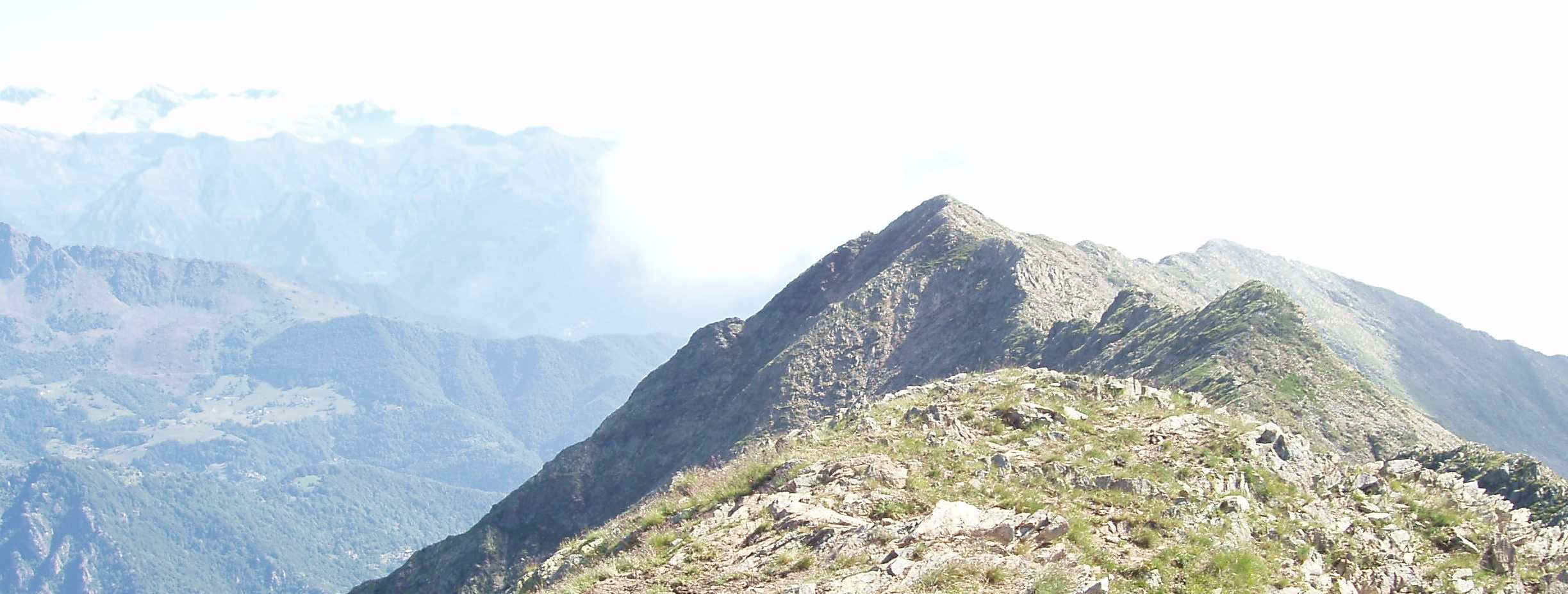
La Torretta del Prete da sud ovest
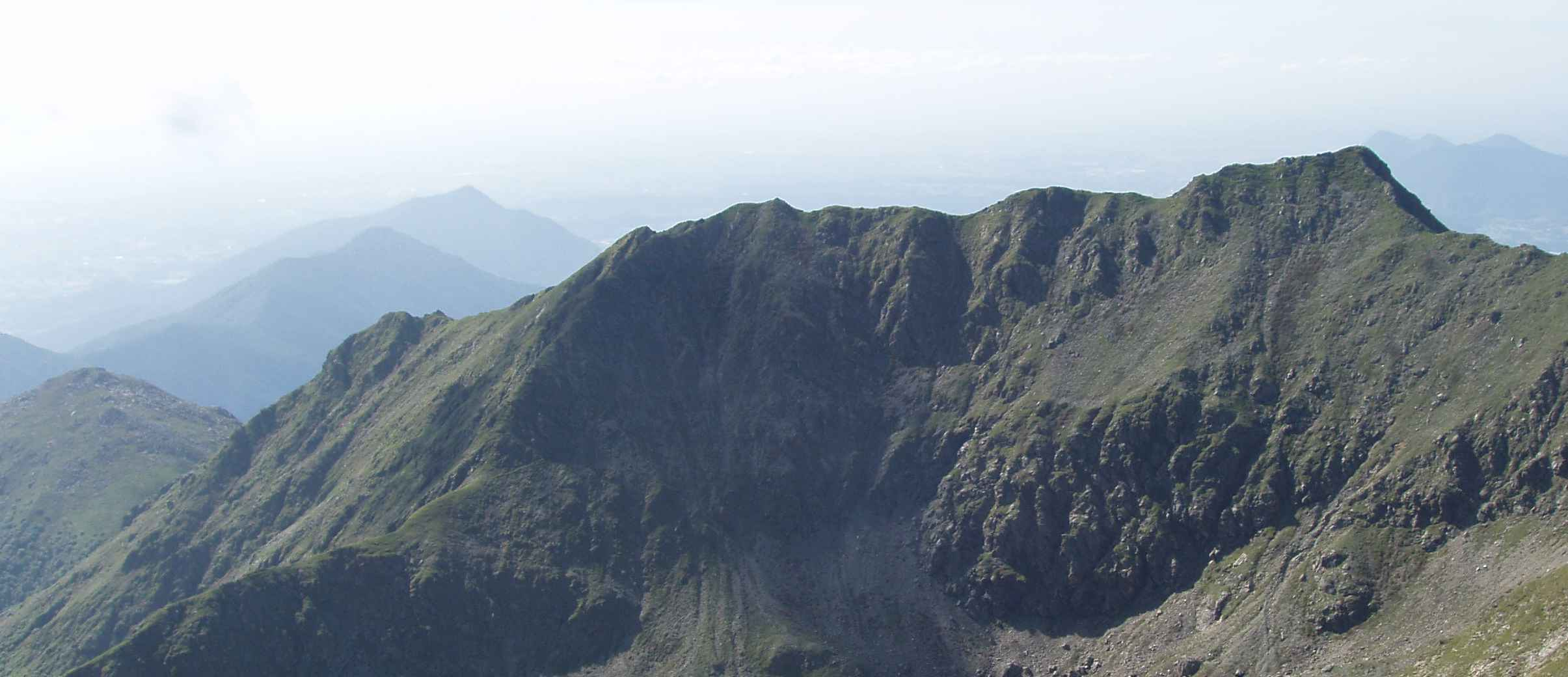
La punta della croce dalla punta Imperatoria (a sinistra il Curt e il Musinè)
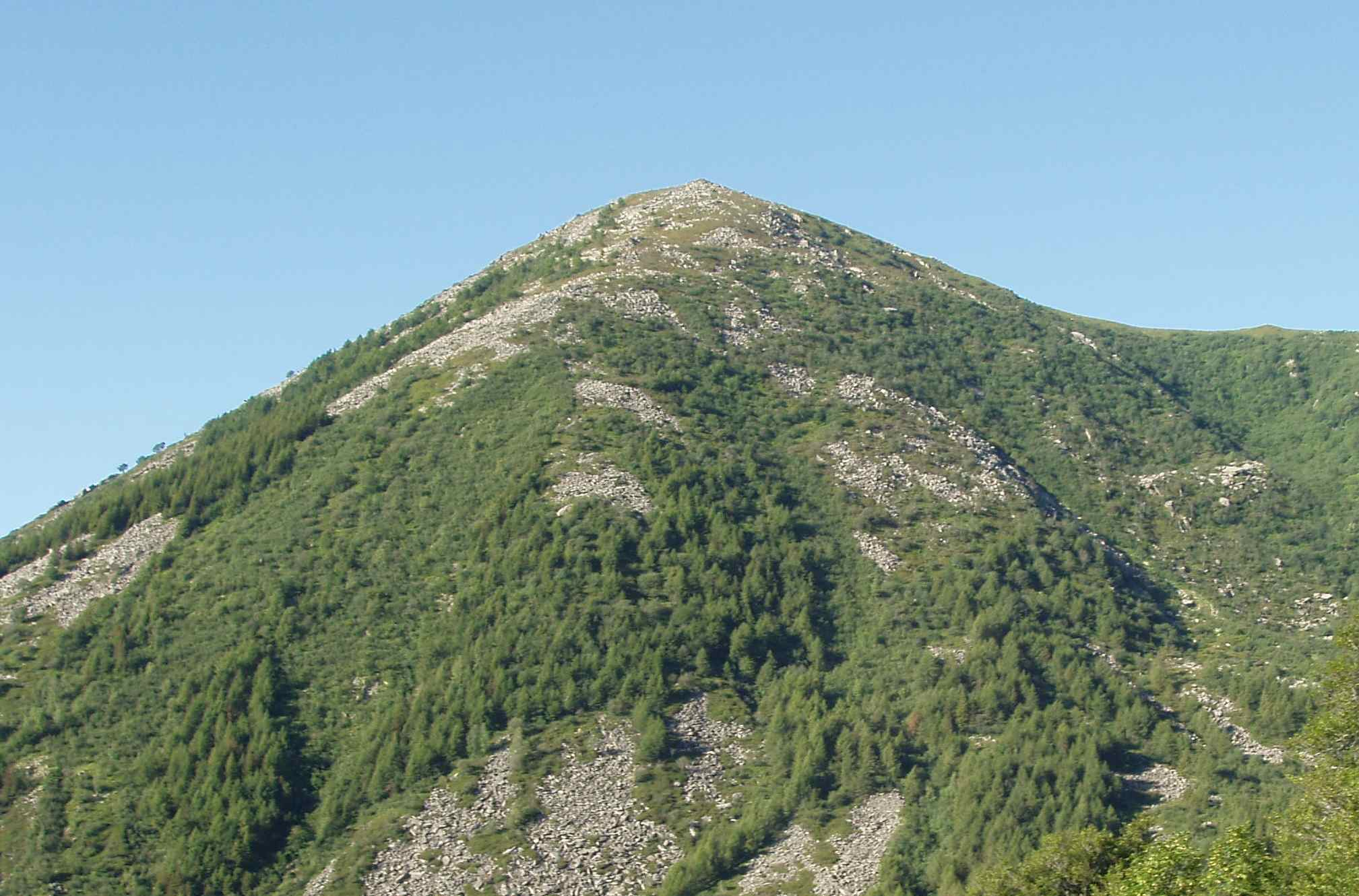
Monte Rognoso dalle Muande Freste
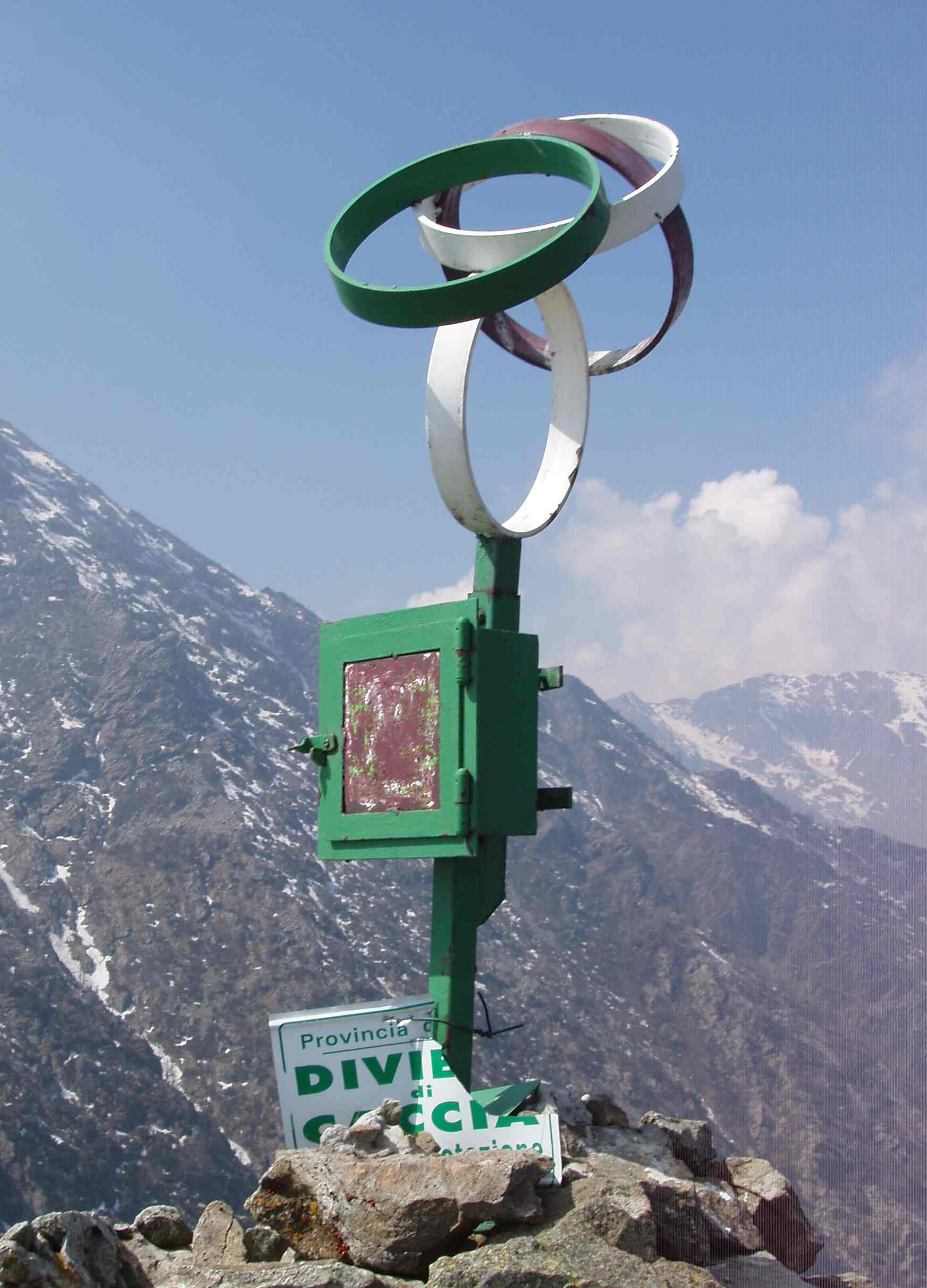
Il segnale metallico sulla punta Sourela